# Siphona amplicornis
Siphona amplicornis là một loài ruồi trong họ Tachinidae.